# セファランチン

セファランチンの構造式

セファランチン (cepharanthine) は、ツヅラフジ科の植物タマザキツヅラフジ（学名: Stephania cephalantha）から抽出したアルカロイドないし、それを含む医薬品である。アルカロイドとしては、化学式 C37H38N2O6、分子量 606.7、CAS登録番号 481-49-2。製剤は白血球減少、脱毛等に用いられる。
タマザキ（玉咲）ツヅラフジは中国・台湾に自生する植物で、民間薬として用いられていた。これを台北帝国大学の早田文蔵が Stephania cepharantha Hayata の学名で1914年に発表、1934年に東京帝国大学の近藤平三郎が有効成分を抽出し、学名にちなみ命名された。
当初は結核治療薬として用いられたが、一時期ハンセン病患者に対して用いられている。しかし投与時の注射による激痛は患者に重い負担を強い、また副作用から症状の悪化を招き死に至ることも少なくなかった。
今日では下記のような適用が定められている。また、生体膜の安定化や抗アレルギー作用、免疫機構へのさまざまな関与が知られる。製剤としては、日本の製薬メーカー化研生薬がもっぱら製造販売している。散剤、錠剤、注射剤の剤形がある。

## 適応症
- 放射線による白血球減少症
- 円形脱毛症・粃糠性脱毛症
- 滲出性中耳炎
- マムシ咬傷[2]

### 男性型脱毛症への適応
日本皮膚科学会は2010年4月、男性型脱毛症への対処法としての5段階評価でセファランチンに対して「C2（根拠がないので勧められない）」と評価した。セファランチンを主成分とする育毛剤を製造する製薬メーカー化研生薬は「医薬部外品なので論文データが不足しているのは事実だが、動物実験で効果が示されている」と反論している。

## 外部サイト
- 医療用医薬品 : セファランチン KEGG MEDICUS
- 化研生薬 - メーカサイト
- 日本皮膚科学会 男性型脱毛症診療ガイドライン（2010年版） [リンク切れ]
- LKT-C1718 - 構造他（英語）[リンク切れ]